# Levéltártudományi Szakkönyvtár
A Levéltártudományi Szakkönytár a Magyar Nemzeti Levéltár Országos Levéltárának könyvtára, a magyar levéltárosok szakkönyvtára 1875 óta működik. Állományának használata segít a történelemkutatásban és a levéltári anyag feldolgozásában és kutatásában. Az állomány nagysága 140 ezer dokumentum, amely gyűjtőkör szerint a levéltári munkát segítő művek: levéltári segédlet és forráskiadvány, magyar történelem, a történelem segédtudományai és kézikönyv. Használói a levéltárosok, történészek és kutatók. Szakmai központja a Magyar Nemzeti Levéltár 31 könyvtárának.

## Története

### Országos Levéltár könyvtára (1875–1956)
Az Országos Levéltár könyvtára az intézmény újjászervezésével egy időben, 1875-ben jött létre, külföldi minta példájára. Könyvállományát 1883/1884-ben rendezték először praktikus szempontok szerint. Egymástól elkülönülő két része a hivatalos kiadványokból álló ún. nagy könyvtár és a vásárolt anyagból létrehozott kézi könyvtár volt. Az állományhoz cédulakatalógus tartozott, ami egyben a nyilvántartást is jelentette.
Az 1910. évi kézikönyvtári rendezés során a könyveket négy formátum szerint csoportosították (fólió, negyedrét, nyolcadrét, térképek) ezeket folyamatos számsor, azaz numerus currens raktári rend szerint helyezték el. A könyveket tulajdonbélyegzővel látták el, nyilvántartását törzsnaplóban vezették.
1924/1925-ben költözött a könyvtár jelenlegi helyére. Ekkor lehetőség nyílott arra, hogy a korábban egymástól elkülönített állományrészeket egységesítsék. Az ún. nagy könyvtár a kézikönyvtárba olvadt, és ezzel kialakultak a jelenlegi struktúra alapjai.
A levéltári könyvtár már a húszas években csatlakozott országos könyvtári munkálatokhoz. Adatokat szolgáltatott a külföldi folyóiratok címjegyzékének és a külföldi könyvek központi katalógusának. 1931-ben összeállította a külföldi levéltárakban őrzött magyar vonatkozású anyagról szóló ismertetések rendszerező bibliográfiáját. Az első 75 évben egy-egy levéltári tisztviselő kapott megbízást - egyéb feladatai mellett - könyvtári feladatok ellátására
1950-ben a könyvtárnak nem volt felelőse, rendezetlen és elhanyagolt állapotba került. A Levéltárak Országos Központja levélben szólította fel az Országos Levéltár vezetőjét a rendezetlen helyzet megszüntetésére és kötelezte arra is, hogy mielőbb könyvtárvezetőt nevezzen ki. Ennek eredményeként 1951 nyarán az intézmény önálló könyvtárosi állást hozott létre. Az új könyvtárvezető a teljes állományt újra rendezte és új, szabályos leltárkönyvben vette nyilvántartást, a korábban használatos törzsnaplót felhasználva. Gerincméret szerint, nyolcadrét, negyedrét és fólió méretekben lesz numerus currens a raktári rend. Ugyanakkor szabványos katalóguscédulák írásával keresztkatalógus, földrajzi és kézikönyvtári készül. Mindhárom betűrendbe sorolt, a földrajzi azonban a Magyarország rendszón belül ETO szakrendszer szerint tagolt.  A leltárkönyvek vezetése ettől az időponttól folyamatos a mai napig. A könyvtár létszáma 1959-re már három kinevezett tudományos dolgozó, de ekkor már hálózati központként működött az OL könyvtára.

### Országos Levéltár Központi Könyvtára (1956–1992)
1956-ban könyvtári hálózatok jöttek létre, ennek során az OL könyvtára levéltári könyvtári hálózat központjává vált, amikor illetékességi körébe került a levéltári könyvtárak szakmai felügyelete. A tagkönyvtárak száma ekkor 23 volt, majd 1982-ig 34-re nőtt.  A legfontosabb törekvés az volt, hogy a tagkönyvtárakban legyen pontos nyilvántartás, szabványos katalógus, kölcsönzési nyilvántartás és gyűjtőkör szerinti gyarapítás. Ennek megvalósulása után központi katalógust építettek, amely az összes levéltári tagkönyvtár gyarapodását tartalmazta. Statisztikai jelentéseket állított össze és a fölöspéldányok szétosztásának központi irányítását is végezte. Évenként több alkalommal is szervezett szakmai továbbképzést a könyvtárosok számára. A hálózat működésének idején sikerült a levéltári könyvtárak szakmai munkájának színvonalát jelentősen emelni.

### Magyar Országos Levéltár Könyvtára (1992–2012)
1992-ben egyesült az Országos Levéltár és az Új Magyar Központi Levéltár, ennek következményeként fiókkönyvtárral bővült a MOL könyvtára. Az 1970 és 1992 között működött UMKL könyvtárának állománya 20 ezer kötet volt ekkor, gyűjtőköre az 1945 utáni történelem, szociológia és szocialista szakirodalom. A fiókkönyvtár 1998-ban Hess András térrről  1998-ban költözött a MOL óbudai épületébe.
A kilencvenes években a Levéltári Osztálytól átvette a külföldi kiadványcsere bonyolítását, ez akkor 52 nemzetközi cserepartnerrel és belföldi intézményekkel folytatott cserekapcsolatot jelentett. Ezekben az időkben hat-nyolc fő dolgozott a könyvtárban: levéltárosok, könyvtárosok, kezelők.
1999-ben - amikor a katalógusszekrények megteltek - született az a döntés, hogy a cédulakatalógus építése lezárul és elkezdődik az ekkor már időszerű elektronikus katalogizálás. Elsőként, 2001 szeptemberében a Corvina integrált könyvtári rendszer katalogizáló moduljának használata indult el. Ezután az új beszerezések már csak az elektronikus katalógusban kerültek feldolgozásra, és ugyanakkor elkezdődött visszamenőlegesen a teljes állomány elektronikus katalogizálása is.
2008-ban indult el a MOL könyvtáros hírlevél, amelynek legfőbb célja a legújabb szerzemények közlése elsősorban a levéltárosi szakma részére, kiegészítve könyvtári, levéltári hírekkel és információkkal. Ugyanebben az évben kezdődött el a könyvtár közművelődési tevékenysége. Évenként három alkalommal fogadott látogatókat könyvtárbemutatóval, különböző téma szerint válogatott könyveinek bemutatásával és különféle ismeretterjesztő játékokkal várta a nagyközönséget. 2008-tól használja a Corvina beszerzési modulját állománybavételre és a dokumentumok vonalkóddal való azonosítására, 2009-től pedig a kölcsönzés is elektronikus úton történik. 2009-ben jelent meg honlapon a könyvtár, amikor a könyvtári katalógus is nyilvánossá vált és más tartalmak is megjelentek. Az olvasóterem új könyvespolcokat kap és az új könyvek bemutatására szolgáló könyvespolcot is ez időtől  használhatják az olvasók.  Fölöspéldány kiajánlások kezdődtek, ami később rendszeressé vált. 2010-től szűnt meg a különböző állományrészek párhuzamosan futó leltárszámsora, ekkortól egyetlen leltári számsor van a nyilvántartásban.  A raktározási rendszer is változik azaz a numerus currens nagyságrendi elhelyezése háromról kettőre csökkent: a 8-adrét és 4-edrét átalakul KK jelzetté, a fiókkönyvtár sima számsora elé FK jel kerül. Ekkor szűnik meg az évenkénti kiegészítő leltározás, mert a folyóiratok és sorozatok tagjai is folyamatosan kerülnek be az adatbázisba. 2012-ben a katalógusszekrények zárt térbe kerülnek az olvasószobából, helyét olvasói számítógép foglalja el, amely az online katalógusban való keresést és elektronikus dokumentumok használatát tette lehetővé.  A retrospektív katalogizálás 2012 szeptemberében fejeződött be, aminek eredményeképpen ekkor 131433 könyvtári egység 80917 rekordon volt kereshető. Ebből régi könyv (1501 és 1800 között megjelent) 1993 kötet. A 11 évig tartó munkában 7 könyvtáros vett részt. Ugyanakkor megtörtént a muzeális dokumentumok tekintetében a bejelentés az országos nyilvántartás felé, ahol az OL könyvtára  7068 tétellel szerepel. 

### Magyar Nemzeti Levéltár Levéltártudományi Szakkönyvtára
A 2012. október 1-jén a Magyar Nemzeti Levéltár létrehozásakor a 9 fővel működő 11. főosztály, a Könyvtár megszűnt. Az új szervezeti felépítésben a könyvtár beolvadt a Kutatószolgálati főosztályba. a könyvtári létszám háromra csökkent, munkaszobái felére fogyatkoztak. Ugyanakkor könyvtárszakmai többletfeladatokat kapott, ami a megyei levéltári könyvtárak munkájának koordinálását és segítését jelenti. Fiókkönyvtárának nyitva tartása heti egy napra esik vissza.
2013-ban elkezdődött a muzeális dokumentumok (kb. 13 ezer kötet) állapotának felmérése és a leltárkönyvének elkészítése. A rendeletben meghatározott, megjelenés éve szerint válogatott könyveken felül a letéti hagyatékok is muzeális dokumentumoknak számítanak értékük alapján és a Levéltár saját kiadványinak 1-1 példánya. A megyei levéltárakkal való együttműködés kezdetén  felmérés készült az MNL 31 könyvtárának állományról, nyilvántartásról, feldolgozottságról, szolgáltatásról, könyvtári dolgozókról stb. A kapcsolat megteremtése után az MNL  könyvtárai állománygyarapítás céljából kölcsönösen eljuttatják kiadványaikat egymásnak, és  visszamenőlegesen is pótolják a hiányokat. Elkészült az egységes gyűjtőköri és használati szabályzat. Az MNL könyvtárainak közös katalogizálása, ill. egy közös MNL könyvtári katalógus létrehozása az Országos Levéltár és a megyei levéltárak egyesülése idején is felvetődött, ezért 2013-ban megtörtént ennek létrehozására a kezdeményezés. 2015-ben az MNL szinten közös könyvtári adatbázis és könyvtári rendszer a létrehozása a program megvásárlásának engedélyezésével elindult. 16 megyei levéltár rendelkezett ekkor könyvtári adatbázissal, nyolc féle elektronikus rendszerben: Access ALEPH, BiblioBase, Corvina, Excel TexLib, Szikla, Szirén. Ezek az adatbázisok konverzióval, ellenőrzés után kerültek a közös Corvina rendszerű adatbázisba, közel 200 ezer rekord, ami így 2016 végére együttesen a Levéltártudományi Szakkönyvtár rekordjaival együtt 324 ezer rekordot tartalmazott. A Magyar Nemzetei Levéltár közös könyvtári katalógusa egyetlen adatbázisként és az egyes könyvtárak adatbázisai külön-külön is használhatóak. Az egységes bibliográfiai rekordok elkészítése érdekében házi szabályzat készült. A közös katalógust ma már minden megyei levéltár használja, a közös munka eredményeképpen egy műről egy rekord készül, melyhez több könyvtár állományadata kerül. 2017-ben elkészült a következő öt évre vonatkozó könyvtári stratégiai terv (2017-2021) amely meghatározza levéltári könyvtár céljait és leírja, hogy ennek megvalósítására milyen kulcsfontosságú területek fejlesztése szükséges.

## Állomány
Az állomány nagysága 140 ezer könyvtári egység, Gyűjtőköre  a levéltári munkát segítő művek, levéltári segédletek és forráskiadványok, magyar történelem, a történelem segédtudományai és kézikönyvek (lexikon, szótár, törvénytár stb.) Az állománygyarapítás módja 70%-ban ajándék, 15-15%  arányban kiadványcsere és vásárlás. A raktári rend alapvetően numerus currens, de a különböző állományrészek (törzsállományok, családi letétek, fordítások, különlenyomatok, elektronikus kiadványok és a fiókkönyvtár állománya stb.) 25 féle raktári jelzetet jelentenek.

## Feldolgozottság
A teljes állomány feldolgozott, s nyilvánosan kereshető a honlapon, sok szempont szerint, Corvina rendszerben, jelenleg 87 ezer rekordon. Az MNL minden könyvtára egy, közös adatbázisban katalogizál amely adatbázis 353 rekordot tartalmaz. Katalógus

## Használata
Használhatja az MNL minden munkatársa és a levéltári területen dolgozók. A levéltári anyagban kutatók számára kutatási engedély birtokában, nyitvatartási időben áll rendelkezése a könyvtár. Használati szabályzat

## Kapcsolat
Szoros szakmai kapcsolatot tart fenn a budapesti levéltárak és történettudományi intézetek könyvtáraival  (kiadványcsere, könyvtárközi kölcsönzés, szakmai rendezvények, találkozók, látogatások stb.) Fontos kiadványkapcsolatot folytat 33 külföldi és 19 belföldi intézménnyel, melynek során a legfontosabb szakmai irodalom kerül be állományába, ugyanakkor az MNL kiadványait juttatja el a világ számos országába a kutatóhelyekre.

## Könyvtárvezetők
- Bogdán István 1950–1983
- Dr. Kálnoki Kis Tamás 1984–2007
- Konrád Aranka 2007–2013
- Nagy Gábor 2014–2015
- Konrád Aranka 2015–2019
- Dr. Ekler Péter  2019–